# Stanley Mandelstam
Stanley Mandelstam, född 12 december 1928 i Johannesburg, Sydafrika, död 23 juni 2016, var en amerikansk fysiker. 
Från 1958 och framåt arbetade han som professor i teoretisk fysik vid University of California, Berkeley. Han forskade bland annat i elementarpartikelfysik och då främst teori för strängar, kvantfältteori och spridningsteori. 1958 presenterade han en matematisk modell, som beskriver hur elementarpartiklars spridning vid höga energier är beroende av energi och impulsöverföring. Denna modell kallas Mandelstam-representationen. Den har haft stor betydelse för utvecklingen av bootstrap-modeller som menar att elementarpartiklarna är resultatet av inbördes växelverkan. Denna modell studerades framförallt under 1960-talet då kvarkmodellen ännu inte fått fäste.